# Posvajanje
Posvajanje ili posvojenje (lat. adoptio) je poseban oblik obiteljsko-pravnog zbrinjavanja i zaštite djeteta bez odgovarajuće roditeljske skrbi kojim se stvara trajni odnos roditelja i djeteta. 
Posvojanje se razlikuje od skrbništva ili udomiteljstva, s obzirom na to da ima trajni karakter. Posvojena osoba je formalno-pravno posvojiteljevo dijete te stječe nasljedna i druga prava, odnosno odgovarajuće obaveze, a posvojitelji sva prava i obveze koje proizilaze iz roditeljstva.
Motivi za posvojanje su se tijekom povijesti mijenjali. U prošlosti je posvojenje, osim socijalne, imalo i ekonomsku komponentu: nasljedstvo ili osiguranje brige u starosti. Moglo je biti i politički uzrokovano; njime su se nastojale međusobno vezivati utjecajne obitelji i klanovi. U modernim društvima posvajanje je jedan od oblika socijalne zaštite. 
Posvojenje se po svojim metodama i pravnim efektima razlikuje od društva do društva. U modernim društvima posvojenje se zakonski regulira u području obiteljskog prava. U Republici Hrvatskoj regulirano je Obiteljskim zakonom (2015.) i pripadajućim podzakonskim aktima, a postupak posvojenja vode centri za socijalnu skrb.

## U Hrvatskoj
Dijete mogu posvojiti bračni i izvanbračni drugovi zajednički, jedan bračni ili izvanbračni drug ako je drugi bračni ili izvanbračni drug roditelj ili posvojitelj djeteta, jedan bračni, odnosno izvanbračni drug uz pristanak drugog bračnog, odnosno izvanbračnog druga te osoba koja nije u braku ili izvanbračnoj zajednici. Posvojitelj mora biti osoba u dobi od najmanje 21 te 18 godina starija od djeteta koje posvaja. Iznimno, to može biti i mlađa osoba, ako je od posvojenika starija 18 godina.
Od 2022. godine omogućeno je posvajanje u istospolne zajednice.
Posvojitelj može biti hrvatski državljanin te, ako je to u interesu djeteta, i strani državljanin. U slučaju posvojenja djeteta od strane stranog državljana, posvojenje se zasniva uz odobrenje resornog ministarstva.

## Postupak posvojenja

### Iskaz interesa za posvajanje
Osoba koja želi posvojiti dijete predaje centru za socijalnu skrb nadležnom za njegovo/njeno prebivalište Prijavu namjere posvojenja i Zahtjev za izdavanje mišljenja o podobnosti i prikladonosti. Prijava namjere je dopis kojim se iskazuje interes za posvajanje, dostavljaju osobni podaci za kontkat ali i pojašnjava osobna motivacija za posvajanje.
Zahtjevu za procjenu podobnosti i prikladnosti treba priložiti:
1. rodni list;
2. vjenčani list (za bračne drugove);
3. dokaz o postojanju izvanbračne zajednice (za izvanbračne drugove) – pravomoćnu sudsku odluku;
4. dokaz o državljanstvu;
5. potvrdu liječnika o psihofizičkom zdravstvenom stanju;
6. potvrdu poslodavca o zaposlenju i
7. dokaz da se protiv podnositelja zahtjeva ni protiv članova njegova kućanstva ne vodi kazneni postupak.

### Procjena podobnosti i prikladnosti za posvajanje
Procjenu podobnosti i prikladnosti za posvojenje provodi stručni tim nadležnog centra za socijalni rad. Sastoji se od prikupljanja socijalne anamneze, psihološkog testiranja i preporuke stručnog time. U postupku procjene sudjeluju socijalni radnik, psiholog i pravnik. 
Sastavni dio Procjene je pohađanje stručne pripreme za posvojenje, obveznog programa edukacije potencijalnih posvojitelja u trajanju od 40 sati. Provode ju centri za socijalnu skrb, Obiteljski centri i organizacije civilnog društva koje imaju ovlaštenje od ministarstva nadležnog za obitelj. 
Nakon zaprimanja potvrde o završenoj stručnoj pripremi za posvojenje i nakon provedene stručne procjene, centar za socijalnu skrb izdaje mišljenje o podobnosti i prikladnosti za posvojenje te ga, pisanim putem, dostavlja podnositeljima zahtjeva. U slučaju pozitivnog stručnog mišljenja o podobnosti i prikladnosti za posvojenje, potencijalne posvojitelje matični centar upisuje u Središnji se očevidnik o potencijalnim posvojiteljima i posvojenjima,  koje vodi resorno ministarstvo. 
Potencijalni posvojitelji mogu i nakon upisa u Središnji očevidnik odustati od namjere posvojenja, što izjavljuju u pisanom obliku matičnom centru za socijalnu skrb.

### Izbor najprikladnijeg potencijalnog posvojitelja
Dok postupak procjene podobnosti i prikladnosti potencijalnih posvojitelja vode centri za socijalnu skrb nadležni za njih, postupak izbora potencijalnih posvojitelja vodi centar za socijalnu skrb nadležan za dijete. Nedležnost se određuje prema prebivalištu.
Uobičajeno je da se inicijalni izbor vrši putem pregleda Središnjeg očevidnika potencijalnih posvojitelja, dakle osoba koje imaju pozitivno mišljenje o podobnosti i prikladnosti za posvajanje. Konačan izbor između više potencijalnih posvojitelja zasnovan je na osnovu procjene stručnih radnika nadležnog centra, uzimajući u obzir osobine i potrebe djeteta opisane u izvješću o djetetu te stručno mišljenje centra za socijalnu skrb o podobnosti i prikladnosti potencijalnih posvojitelja.
Nakon izbora najprikladnijeg posvojitelja, nadležni centar za socijalnu skrb, u suradnji s ustanovom u koju je dijete smješteno ili s udomiteljem, vodi postupak upoznavanja djeteta s potencijalnim posvojiteljima i prati razvoj njihovog odnosa. Trajanje perioda upoznavanja, koji se službeno zove “ostvarivanje osobnih odnosa prije posvajanja”, varira,  ovisno o dobi djeteta i procjeni stručnih radnika.

### Zasnivanje posvojenja
Posvojenje je zasnovano kada matični centar za socijalnu skrb djeteta donose Rješenje o posvojenju. 
U Rješenju su navedeni osobni podaci posvojenika, bioloških roditelja djeteta i posvojitelja te određenje da se posvojitelji upisuju, odnosno ne upisuju kao roditelji. U Rješenju može biti navedeno da se, ako je to potrebno radi zaštite prava i interesa djeteta, djetetu odredi novi osobni identifikacijski i matični broj koji će se upisati u maticu rođenih. 
Rješenje o posvojenju postaje pravomoćno u roku od osam dana, ako na njega nisu podneseni prigovori. Pravomoćnim Rješenjem posvojitelji postaju roditelji djeteta/djece, sa svim pripadajućim pravima i obvezama. 
Centar za socijalnu skrb dužan je pravomoćno Rješenje o posvojenju dostaviti nadležnomu matičaru radi upisa u maticu rođenih djeteta, kao i centru za socijalnu skrb prebivališta odnosno boravišta posvojitelja.  U Rješenju je navedeno i novo ime i prezime djeteta, na osnovu čega se može izvaditi novi rodni list djeteta, s podacima posvojitelja kao roditelja.

### Pravni učinci posvojenja
Obiteljski zakon (NN 103/15) predviđa različite pravne učinke posvojenja:
- srodstvo - posvojenjem među posvojiteljem i njegovim srodnicima s jedne strane te posvojenikom i njegovim potomcima s druge strane, nastaje neraskidiv odnos srodstva i sva prava i dužnosti koje iz toga proizlaze. Također, posvojenjem prestaju međusobna prava i dužnosti posvojenika i njegovih krvnih srodnika.
- osobno ime i nacionalnost posvojenika - posvojeniku osobno ime i nacionalnost određuju posvojitelji, a posvojenjem stječe njihovo prezime. Ako je posvojena osoba navršila dvanaest godina života, za promjenu nacionalnosti i osobnoga imena, potreban je njen/njegov pristanak.
- pravo nasljeđivanja - posvojenjem posvojena osoba i njeni/njegovi potomci stječu pravo nasljeđivanja posvojitelja, njihovih krvnih srodnika i srodnika po posvojenju. Osim toga, posvojitelji i njihovi krvni srodnici te srodnici po posvojenju stječu pravo nasljeđivanja posvojenika i njegovih potomaka. Ujedno, posvojenjem prestaje pravo nasljeđivanja posvojene osobe od bioloških roditeljia.

## Izazovi posvajanja
Posvojenje je i događaj i proces. Svako posvojenje je, naime, zasebna priča, zasnovana na osobnim iskustvima posvojitelja, osobnim iskustvima posvojene djece i njihovoj životnoj priči, roditeljskim stilovima, društvenim stavovima, podršci okoline i dostupne stručne podrške.  Deborah N. Silverstein and Sharon Kaplan u Lifelong Issues in Adoption te Sharon Kaplan Roszia i Allison Davis Maxon, autorice Seven Core Issues in Adoption and Permanency: A Comprehensive Guide to Promoting Understanding and Healing in Adoption, Foster Care, Kinship Families and Third Party Reproduction, navode sljedeće izazove koji mogu biti pristuni u različitim kombinacijama i intenzitetu: 
- Gubitak
- Odbacivanje, napuštanje
- Sram i krivnja
- Žalovanje
- Identitet
- Pitanje povjerenja i intime
- Kontrola.

"Posvajanje nastaje kroz gubitak i bez gubitka nema posvojenja. Biološki roditelji, posvojitelji i posvojenici dijele iskustvo barem jednog velikog gubitka koji mijenja njihov život. Kod posvajanja, da bi se nešto dobilo, prvo se mora izgubiti - obitelj, dijete, san. Ovi gubici i način kako se prihvaćaju i rješavaju postavljaju osnove za cjeloživotni proces posvajanja." "Sam proces posvojenja, prije i nakon samog čina, nužno je praćen procesom prilagodbe – kako djece i roditelja tako i njihove uže i šire okoline, a dinamika te prilagodbe ovisi o nizu čimbenika vezanih uz posvojenike (genetika, obilježa temperamenta, okolnosti tijekom trudnoće i poroda, iskustva prije posvojenja), posvojitelje (emocionalna stabilnost i zdravlje, roditeljski stil i način komunikacije, obiteljska struktura) te okolinu u kojoj se nalaze (društvene vrijednosti, sustav potpore):
Sve više autora se bavi temom zapuštanja, zapostavljanja i rane traume te toksičnog stresa na razvoj djetetovog mozga. Razumijevanja tema koje su pristune kod svih dionika posvajanja je ključno za uspješnost posvojenja, kao i podrška okoline, te stručna podrška sustava socijalne skrbi, zdravstva i obrazovanja. 

## Vanjske poveznice
- Postupak posvojenja
- O posvojenju. Centar za socijalnu skrb Zagreb. Inačica izvorne stranice arhivirana 20. svibnja 2017.
- Obiteljski zakon Repunlike Hrvatske
- Posvojenje. Ministarstvo rada, mirovinskog sustava, obitelji i socijalne politike Republike Hrvatske